# Les Brucardes
|  | Per a altres significats, vegeu «Mas de les Brucardes». |

Les Brucardes és una urbanització a l'entorn del mas que dona nom a la zona que pertany al municipi de Sant Fruitós de Bages. Als anys 70 s'hi va construir una gran zona esportiva.
A la plaça de l'Hostal s'hi pot trobar la capella de Sant Sebastià. Es tracta d'una capella de nau única i absis semicircular. El portal, localitzat a la façana principal, és un simple arc adovellat semicircular. A mitjan segle xviii es feu una reforma total. A principis dels anys 80 es va restaurar de nou, i fou novament consagrada al culte l'any 1982. A la vora hi ha l'ermita romànica de Sant Valentí.
El juliol de 2022 fou desallotjada en el marc de l'Incendi del Pont de Vilomara.